# Chris Carter
Chris Carter (født 13. oktober 1956) er en amerikansk manuskriptforfatter og TV-producer. Han er bedst kendt som skaberen af X-Files.
Han blev født i Bellflower, Californien, som søn af William og Catherine Carter. Han fik sin eksamen fra California State University i 1979 med journalistik som hovedfag.
I 1985 læste Jeffrey Katzenberg (den daværende leder af Walt Disney Studio Entertainment) et af Chris Carters manuskripter og ansatte ham. Mens han arbejdede med Katzenburg skrev han manuskripter til en række TV-film var co-producer på flere komedieserier.

## Ten Thirteen Productions
Ved skabelsen og produktionen af X-Files i 1993 startede Chris Carter et produktionsselskab der hed Ten Thirteen Productions efter sin egen fødselsdag (13. oktober). Mellem 1993 og 2002 producerede de bl.a. 201 afsnit af X-Files.